# Olga Kaczura
Olga Siergiejewna Kaczura (ros. Ольга Сергеевна Качура, ukr. Ольга Сергіївна Качура, Olha Serhijiwna Kaczura, ur. 12 maja 1970, zm. 29 lipca 2022) – ukraińska prorosyjska separatystka w wojnie rosyjsko-ukraińskiej, pułkownik Ludowej Milicji Donieckiej Republiki Ludowej i dowódca dywizjonu artylerii rakietowej. Znana była pod znakiem wywoławczym Korsa.

## Życiorys
Urodziła się 12 maja 1970 r. w Doniecku. Pochodziła z rodziny o tradycjach wojskowych – jej ojciec i dziadek byli oficerami. Ukończyła studia na wydziale wojskowym Donieckiego Narodowego Instytutu Technicznego, stopień naukowy otrzymała za pracę dot. oprogramowania dla systemów naprowadzania rakiet balistycznych.
W latach 1996–2012 pracowała w Ministerstwie Spraw Wewnętrznych Ukrainy. Następnie pracowała w ochronie banku w Doniecku, aż do 2014 roku, kiedy to wstąpiła do Donieckiej Milicji Ludowej.
Była uczestniczką wojny rosyjsko-ukraińskiej od 2014 roku. Służyła w 3 Brygadzie Strzelców Zmotoryzowanych „Berkut” 1 Korpusu Donieckiej Republiki Ludowej. Dowodziła dywizjonem artylerii rakietowej. W styczniu 2022 roku Kaczura została zaocznie skazana przez ukraiński sąd na 12 lat więzienia za służbę w armii DRL, którą Ukraina uznaje za organizację terrorystyczną.
Zginęła od ukraińskiego pocisku, który 29 lipca 2022 roku uderzył w jej samochód w Gorłówce. O jej śmierci poinformowano 3 sierpnia 2022 r. Została pośmiertnie odznaczona tytułem Bohatera Federacji Rosyjskiej „za odwagę i bohaterstwo wykazane podczas wykonywania obowiązków wojskowych”. Została też wyróżniona tytułem Honorowego Obywatela Gorłówki.
W chwili śmierci Kaczura była mężatką, miała córkę i syna, którego postanowiła adoptować w 2015 roku. W wolnym czasie zajmowała się uprawianiem trójboju siłowego.